# Myiopharus assimilis
Myiopharus assimilis là một loài ruồi trong họ Tachinidae.